# シャンテルー＝レ＝ボワ
シャンテルー＝レ＝ボワ （Chanteloup-les-Bois）は、フランス、ペイ・ド・ラ・ロワール地域圏、メーヌ＝エ＝ロワール県のコミューン。

## 地理
モージュ地方にあるアンジューのコミューンで、ショレの北東に位置する。

## 歴史
第一次世界大戦では、25人の出身者が戦死した。第二次世界大戦では住民3人が殺害された。

## 人口統計
| 1962年 | 1968年 | 1975年 | 1982年 | 1990年 | 1999年 | 2006年 | 2011年 |
| ------ | ------ | ------ | ------ | ------ | ------ | ------ | ------ |
| 582    | 542    | 523    | 605    | 664    | 632    | 670    | 702    |

参照元:1999年までEHESS、2004年以降INSEE